# 利斯站
利斯站（英語：Lees Station）是一座位於加拿大渥太華的輕軌車站，是渥太華輕鐵1號線和建設中的3號線的途徑車站。

## 位置
本站設立於安大略417號省道以南。

## 歷史

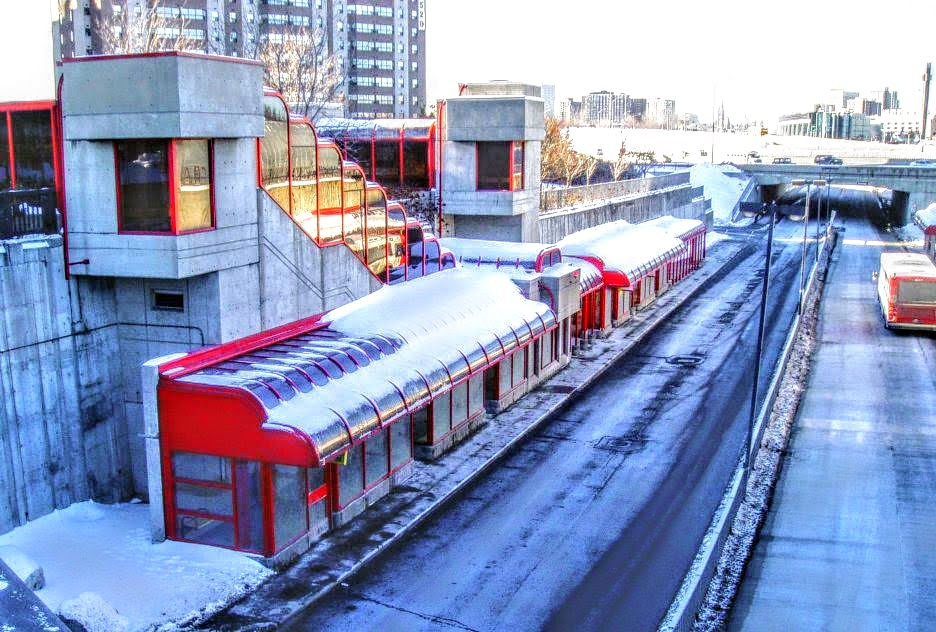
於2015年關閉改造之前的車站

本車站所在位置起初為渥太華快速公交系統車站利斯站（英語：Lees Station）。在2015年停用改造前，本站曾經是渥太華快速公交系統中事故率最高的車站。在車站於1984年建成不久後，該站就因為焦油滲透而關閉整修長達兩個月。1994年7月18日，一輛30噸重的貨車因危險駕駛而衝出417省道並撞上車站，導致兩名女性死亡，此後的2003年7月，一輛接近本站的公交因失控撞上本站。
2011年7月，渥太華市議會宣佈通過輕鐵1號線建設方案，本站被更改成輕軌車站。
2015年12月，渥太華卡爾頓交通局宣佈關閉本站。2019年9月14日，本站隨1號線開通運營而重新啓用。

## 車站結構
本車站為地面車站，側式站台設計。利斯巷（英語：Lees Avenue）於站台上方穿過本站，站廳則位於利斯巷西側。

## 站內藝術

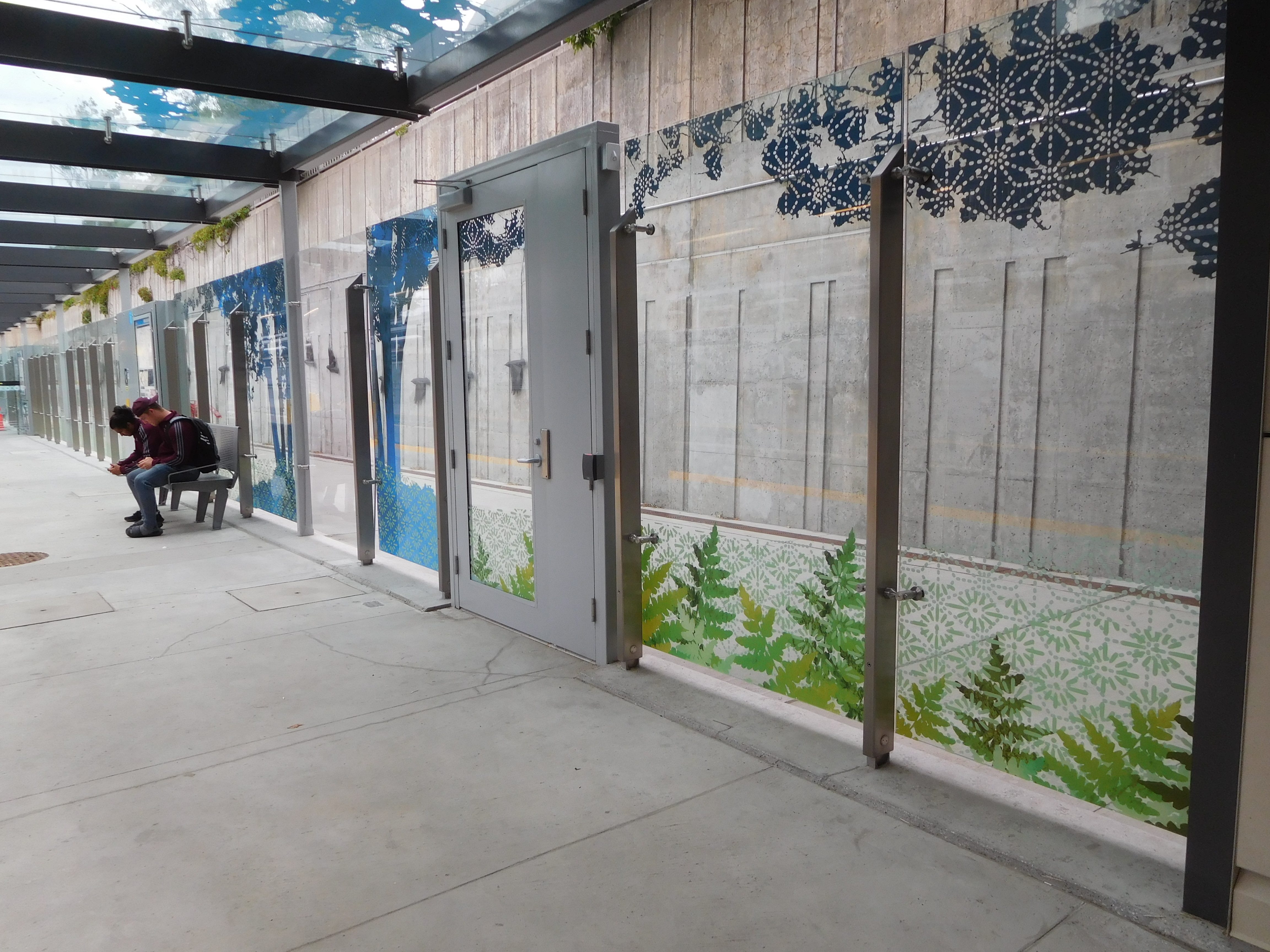
站內藝術品

本站內包含一件藝術品：由艾米·湯普森（英語：Amy Thompson）所創作的位於站台兩側的玻璃壁畫「透明通道」（英語：Transparent Passage）。

## 車站樓層
| 地面層 站廳層     | 站廳                          | 出入口、自動售票機、進出站閘機 |
| 露天地下層 站台層 | 側式站台，右側開門            | 側式站台，右側開門             |
| 露天地下層 站台層 | 1號線往特尼牧場（渥太華大學） |                                |
| 露天地下層 站台層 | 1號線往布萊爾（赫德曼）       |                                |
| 露天地下層 站台層 | 側式站台，右側開門            |                                |

## 出口
| 出口      |  | 渥太華大學 | 16 N39 N45 55 56 N97 R-1 |  |
| 註： 設有 |  |            |                          |  |

## 外部鏈接
- 站臺網站（英文） （页面存档备份，存于）